# Xepenupet I
Xepenupet I o Xapeneupet I (šp-(n)-wp(t)) va ser una princesa egípcia durant la dinastia XXIII. Va ocupar el càrrec d'Esposa del Déu Amon (c. 754 aC - 714 aC).
Va ser la primera Esposa de Déu "heredària" o Divina Adoratriu d'Amon que va exercir el poder polític a l'antiga Tebes i la seva regió circumdant. Va ser la primera a assumir la titularitat reial completa amb noms en dos cartutxos (el seu prenomen Khenemetibamun significa "La que és una amb el cor d'Amon"), i encara que els seus successors van seguir el seu exemple, va continuar sent l'única que també va portar els títols reials de "Senyor de les Dues Terres" i "Senyor de les Aparences". També fou l'única que va tenir un nom de tron referit a Amon, i no a la seva dona Mut.
Era filla d'Osorkon III i la reina Karoadjet, i mig germana de Takelot III i Rudamon. Va ser Esposa de Déu durant tot el regnat del seu pare. Quan Kaixta, un monarca de la XXV dinastia, va estendre la seva influència a la zona tebana, es va veure obligada a adoptar la filla de Kaixta, Amenirdis I, com a successora i nomenar-la hereva escollida. Xepenupet i Amenirdis estan representades juntes a Uadi Gasus.
Se sap que Xepenupet encara era viva durant el regnat de Xebitku, ja que està representada en una secció de paret del temple J de Karnak que va ser decorada durant el govern aquest rei nubi.